# Pronásledování křesťanů

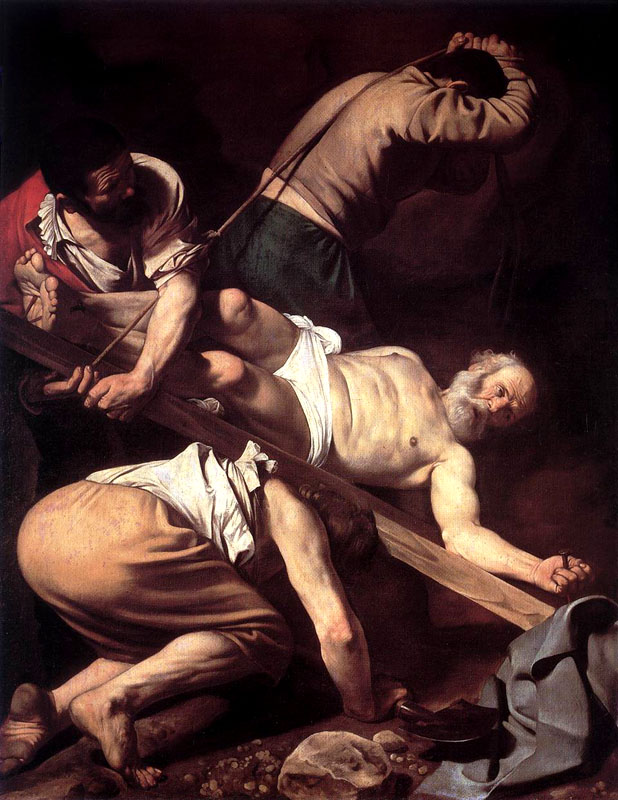
Ukřižování svatého Petra podle Caravaggia.

Pronásledování křesťanů je pronásledování, kterému čelí křesťané pro svoji víru. Od časů Krista až po dnešek se vyskytlo mnoho případů pronásledování křesťanů.

## Historie
Křesťané byli pronásledováni nejprve Židy,[zdroj?] pak Římany a pak napříč stoletími následovala pronásledování další. Podle odborníka na demografii křesťanství Davida B. Barretta během dvou tisíc let existence křesťanství pro svou víru zahynulo asi 70 miliónů křesťanů, z toho asi 45 milionu v průběhu 20. století. Sociolog Massimo Introvigne upozorňuje, že je to střízlivý odhad a skutečné číslo může být o hodně vyšší, a navíc ve většině případů pronásledování neznamená zabíjení, ale též jiné formy útlaku.

## Aktuální situace
Podle organizace Open Doors, zaměřené na pomoc pronásledovaným křesťanům a monitorování násilí proti nim, trpí v současnosti pronásledováním přibližně 100 miliónů křesťanů. V současné době jsou křesťané na státní úrovni nejvíce pronásledováni především totalitními ke komunismu se hlásícími režimy (Severní Korea, Čína, Vietnam…) a státy s muslimskou většinou, mimo to občas čelí pronásledování ve státech, kde mají většinu jiná náboženství, jako např. hinduismus (některé oblasti Indie).
Například v roce 2019 bylo zabito 29 misionářů - kněží, řeholníků a laiků. Nejvíce z nich - 15 - zahynulo v Africe.
Podle zprávy této organizace za rok 2001 vede Afghánistán a KLDR, následuje Somálsko, pak jsou to Libye, Jemen, Eritrea, Nigérie, Pákistán, Írán a Indie. Zpráva za rok 2023 uvádí neuspokojivou situaci v zemích subsaharské Afriky, věnuje se také Indii s ohledem na násilnosti v Manipúru.